# Bulgaria ai XVIII Giochi olimpici invernali
La Bulgaria partecipò ai XVIII Giochi olimpici invernali, svoltisi a Nagano, Giappone, dal 7 al 22 febbraio 1998, con una delegazione di 19 atleti impegnati in sei discipline.